# 宋朝伯爵列表
下表列出宋朝可考的伯爵。關於宋朝的其他各类爵位，見宋朝王爵列表、宋朝公爵列表、宋朝侯爵列表、宋朝子爵列表、宋朝男爵列表。

## 宗室
- 开国伯赵令琬（赵德昭-赵惟正-赵从傥-赵世覃）[1]
- 开国伯赵仲瞒（赵元佐-赵允言-赵宗迥）[2]
- 开国伯赵不㤏（赵元份-赵允让-赵宗辅-赵仲湜-赵士岘，后封乐平郡王）[3]
- 天水郡开国伯赵不慢（赵元份-赵允让-赵宗辅-赵仲忽-赵士珸）
- 开国伯赵不𢥋（赵元份-赵允让-赵宗隐-赵仲青-赵士谙）
- 开国伯赵士籁（赵元份-赵允让-赵宗治-赵仲忽）[4]
- 开国伯赵不掊（赵元份-赵允让-赵宗荩-赵仲的-赵士秀）[5]

## 开国县伯
- 平昌县开国伯孟仁贽[6]
- 丹阳县开国伯包拯
- 栾城县开国伯苏辙[7]
- 清水县开国伯王坚[8]
- 开国伯钱俨[9]
- 餘姚縣開國伯胡衛[10]

## 县伯
- 益都县伯仇悆[11]
- 祥符县伯赵善湘[12]
- 鄞县伯史弥远
- 鄞县伯史嵩之[13]
- 南充县伯游似[14]
- 醴陵县伯皮龙荣[15]
- 休宁县伯程珌[16]

## 侯（名号）
- 临川伯王雱，1113年封
- 汝南伯周敦颐
- 河南伯程颢
- 伊阳伯程颐
- 郿伯张载
- 新安伯邵雍
- 华阳伯张栻
- 开封伯吕祖谦

## 侯（追封古人）
- 兰陵伯荀况，1074年封
- 成都伯扬雄，1074年封
- 昌黎伯韩愈，1074年封
- 中都伯左丘明，1108年封
- 睢陵伯谷梁赤，1108年封
- 考城伯戴圣，1108年封
- 晋阳伯史苏（晋国），1109年封
- 颍阳伯卜徒父（秦国），1109年封
- 平阳伯卜偃（晋国），1109年封
- 汝阳伯梓慎（鲁国），1109年封
- 高都伯史赵（晋国），1109年封
- 昌衍伯卜楚丘（鲁国），1109年封
- 荥阳伯裨灶（郑国），1109年封
- 易阳伯史墨（赵国），1109年封
- 美阳伯荣方（周朝），1109年封
- 菑川伯甘德（齐国），1109年封
- 隆虑伯石申（魏国），1109年封
- 清泉伯鲜于妄人（汉朝），1109年封
- 安定伯耿寿昌（汉朝），1109年封
- 任城伯夏侯胜（汉朝），1109年封
- 乐平伯京房（汉朝），1109年封
- 良成伯翼奉（汉朝），1109年封
- 平陵伯李寻（汉朝），1109年封
- 西鄂伯张衡（汉朝），1109年封
- 慎阳伯周兴（汉朝），1109年封
- 湖陆伯单飏（汉朝），1109年封
- 鲁阳伯樊英（汉朝），1109年封
- 闻喜伯郭璞（晋朝），1109年封
- 昌卢伯何承天（刘宋），1109年封
- 广宗伯宋景业（北齐），1109年封
- 临湘伯萧吉（隋朝），1109年封
- 亲丰伯临孝恭（隋朝），1109年封
- 东光伯张胄玄（隋朝），1109年封
- 东平伯王朴（后周），1109年封
- 寿光伯公孙丑，1115年封
- 博兴伯万章，1115年封
- 东阿伯告子不害，1115年封
- 新泰伯孟仲子，1115年封
- 蓬莱伯陈臻，1115年封
- 昌乐伯充虞，1115年封
- 奉符伯屋庐连，1115年封
- 仙源伯徐辟，1115年封
- 沂水伯陈代，1115年封
- 雷泽伯彭更，1115年封
- 平阴伯公都子，1115年封
- 须城伯咸丘蒙，1115年封
- 泗水伯高子，1115年封
- 胶水伯桃应，1115年封
- 莱阳伯盆成括，1115年封
- 丰城伯季孙，1115年封
- 承阳伯子叔，1115年封
- 广宗伯吴起（魏国），1123年封
- 武清伯孙膑（齐国），1123年封
- 昌平伯田单（齐国），1123年封
- 临城伯廉颇（赵国），1123年封
- 镇山伯王翦（秦朝），1123年封
- 怀柔伯李广（汉朝），1123年封
- 平虏伯周瑜（孙吴），1123年封
- 莱芜伯高堂生，1267年封
- 乐寿伯毛苌，1267年封
- 彭城伯刘向，1267年封
- 中牟伯郑众，1267年封
- 缑氏伯杜子春，1267年封
- 良乡伯卢植，1267年封
- 荥阳伯服虔，1267年封
- 临淄伯公羊高，1267年封
- 乘氏伯伏胜，1267年封
- 曲阜伯孔安国，1267年封
- 歧阳伯贾逵，1267年封
- 扶风伯马融，1267年封
- 高密伯郑玄，1267年封
- 任城伯何休，1267年封
- 偃师伯王弼，1267年封
- 新野伯范甯，1267年封[17]